# Klassenkörpertheorie
Die Klassenkörpertheorie ist ein großer Zweig der algebraischen Zahlentheorie, der sich mit der Untersuchung abelscher Erweiterungen algebraischer Zahlkörper oder allgemeiner globaler Körper beschäftigt. Grob gesagt geht es darum, solche Erweiterungen eines Zahlkörpers {\displaystyle K} aus den arithmetischen Eigenschaften von {\displaystyle K} zu beschreiben oder zu konstruieren.
Es gibt eine maximale abelsche Erweiterung {\displaystyle A} von {\displaystyle K} von unendlichem Grad über {\displaystyle K}, und die proendliche Galoisgruppe {\displaystyle G=G(A|K)} soll von {\displaystyle K} ausgehend beschrieben werden.
Ist beispielsweise {\displaystyle K=\mathbb {Q} }, so ist {\displaystyle G} isomorph zu einem unendlichen Produkt der additiven Gruppen der p-adischen ganzen Zahlen über alle Primzahlen {\displaystyle p} und einem Produkt unendlich vieler endlicher zyklischer Gruppen. Dieser Satz, der Satz von Kronecker-Weber, geht auf Leopold Kronecker zurück.
Für die Zahlentheorie ist die Beschreibung der Zerlegung von Primidealen von {\displaystyle K} in abelschen Erweiterungen sehr wichtig. Dies geschieht mithilfe des Frobeniuselements und stellt eine weitreichende Verallgemeinerung des quadratischen Reziprozitätsgesetzes dar, das die Zerlegung von Primzahlen in quadratischen Zahlkörpern beschreibt.
Diese Verallgemeinerung hat eine lange Geschichte, angefangen mit Carl Friedrich Gauß, quadratischen Formen und ihrer Geschlechtertheorie, Arbeiten von Ernst Eduard Kummer, Kronecker und Kurt Hensel über Ideale und Vervollständigungen, der Theorie der Kreisteilungserweiterungen und Kummer-Erweiterungen, Vermutungen von David Hilbert und Beweisen von vielen Mathematikern wie Teiji Takagi, Helmut Hasse, Emil Artin, Philipp Furtwängler und anderen. Der entscheidende Existenzsatz von Takagi war seit 1920 bekannt und alle Hauptergebnisse seit ungefähr 1930. Eine der klassischen Vermutungen, die zuletzt bewiesen wurde, war der Hauptidealsatz.
In den 1930ern und danach wurde mit der Theorie der unendlichen Galoiserweiterungen von Wolfgang Krull und der Pontrjagin-Dualität eine klarere, wenn auch abstraktere Formulierung des Hauptsatzes, des Artinschen Reziprozitätsgesetzes, gegeben. Unendliche Erweiterungen sind auch Gegenstand der Iwasawa-Theorie.
Nachdem Claude Chevalley (1909–1984) die globale Klassenkörpertheorie mit Hilfe von Idelen und ihrer Charaktere auf der lokalen aufgebaut hatte, statt wie zuvor analytischer Methoden zu bedürfen, blieb sie ziemlich konstant. Das Langlands-Programm als „nicht-abelsche Klassenkörpertheorie“, auch wenn es viel weiter geht als die Frage, wie Primideale in allgemeinen Galoiserweiterungen zerlegt sind, brachte neue Anstöße.